# Блох-Блюменфельд, Давид
Давид Блох-Блюменфельд (ивр. דוד בלוך-בלומנפלד‎) — деятель сионистского движения, мэр Тель-Авива в 1925—1927 годах.

## Биография
Родился в Мотоле Гродненской губернии (ныне — Брестская область Беларуси), имя при рождении — Эфроим Блюменфельд. В молодости был членом партии «Поалей Цион», в 1912 году эмигрировал в Палестину, где стал одним из основателей левых партий «Ахдут ха-Авода» и профсоюзного центра Гистадрут.
С 1923 Блох занимал должность заместителя мэра Тель-Авива. В декабре 1925 года после отставки М.Дизенгофа с поста мэра на его место был назначен Давид Блох-Блюменфельд. 26 января 1927 года Блох-Блюменфельд участвовал в муниципальных выборах Тель-Авива в качестве кандидата от Гистадрута. В 1928 году его сменил на посту мэра Меир Дизенгоф.
В 1960-х годах в честь Давида Блох-Блюменфельда был назван мошав Довев на севере Израиля, название которого является аббревиатурой его инициалов (DBB).